# 검은여우원숭이
검은여우원숭이(Eulemur macaco)는 여우원숭이과에 속하는 여우원숭이의 일종이다. 다른 여우원숭이들처럼 마다가스카르섬이 원 서식지이다. 처음에 이 종은 2종의 아종, Eulemur macaco macaco와 Eulemur macaco flavifrons가 있는 것으로 간주되었으나 2008년 미터마이어(Mittermeier) 등에 의하여, Eulemur macaco와 Eulemur flavifrons로 각기 종으로 승격되었다.